# Julien Pinelli
Julien Pinelli (27 januari 1987) is een Belgische voetballer die uitkomt voor FC Charleroi. Hij speelde in de eerste klasse met zowel RAA Louviéroise als FC Brussels. Hij stond ook onder contract bij AFC Tubize, maar kwam daarvoor nooit in actie. Pinelli is een middenvelder.

## Jeugdclubs
- 1994-1998: Frasnes
- 1998-1999: US Courcelles
- 1999-2004: RAA Louviéroise

## Profclubs
- 2004-2006: RAA Louviéroise  36 (1)
- 2006-2008: FC Brussels 3 (0)
- 2008 AFC Tubize 0 (0)
- aug.08-heden: RAA Louviéroise